# Воинственный батизавр
Воинственный батизавр (лат. Bathysaurus ferox) —вид лучепёрых рыб семейства батизавровых (Bathysauridae). Морские придонные рыбы, обитают на больших глубинах. Распространены в умеренных и тропических водах всех океанов. Гермафродиты. Одни из самых глубоководных сверххищников Мирового океана. Максимальная длина тела 64 см.

## Описание
Вытянутое тело цилиндрической формы покрыто крупной чешуёй,  в боковой линии чешуя увеличенная. Голова сильно сжата в дорсовентральном направлении. Окончание верхней челюсти заходит далеко за вертикаль, проходящую через задний край глаза. Нижняя челюсть немного выступает вперёд. На обеих челюстях многочисленные многорядные острые игловидые зубы, загнутые назад. Есть зубы на сошнике. Глаза небольшие с очень большим зрачком. Жаберные тычинки редуцированы до небольших клочков шипиков на жаберных дугах. Спинной плавник с 17—19 мягкими лучами расположен в средней части тела на уровне вертикали, проходящей за основаниями брюшных плавников, его длина примерно равна длине головы. В анальном плавнике 11—15 мягких лучей. В грудных плавниках 13—17 мягких лучей, центральные лучи удлинённые; а в брюшных плавниках 8 мягких лучей. Хвостовой плавник раздвоенный. В боковой линии 67—71 чешуй, она заходит на основание хвостового плавника. Жировой плавник отсутствует.
У воинственного батизавра очень большая, богатая липидами печень, её масса составляет 20% от общей массы тела.
Общая окраска тела от сероватой до коричневой или черноватой, брюхо несколько темнее остальных частей тела, края чешуй чёрные. Плавники темнее тела, грудные и брюшные плавники почти чёрные. Глаза, внутренняя часть рта и жаберная полость чёрные.
Максимальная длина тела 64 см, по другим данным — 70 см.

## Биология
Морские глубоководные рыбы. Обитают на глубине от 600 до 3000 м, обычно на глубинах 1000—2580 м.
Питаются главным образом рыбой, а также донными и батипелагическими ракообразными. Обычно неподвижно лежат на дне с несколько приподнятой головой. Резким броском хватают любую приближающуюся добычу.
Воинственный батизавр является синхронным гермафродитом, т.е. каждая особь имеет одновременно функциональные женские и мужские репродуктивные ткани. Средняя плодовитость составляет 32000 икринок. Икра, личинки и постличинки пелагические. Личиночное развитие протекает медленно и продолжается длительный период времени. В это время личинки ведут планктонный образ жизни в пределах нескольких сотен метров от поверхности воды. Затем происходит быстрая трансформация к мальковой стадии и переход к придонному образу жизни. Постличинки по внешнему виду значительно отличаются от взрослых особей. В 1903 году британский ихтиолог Чарльз Риган описал постличинку воинственного батизавра и дал виду латинское название Macristium chavesi и отнёс к семейству Scopelidae. Лишь в 1974 году доказана синонимичность рода Macristium с Bathysaurus.

## Ареал
Широко распространены в умеренных, субтропических и тропических водах всех океанов. Восточная часть Атлантического океана: от Исландии и Британских островов до Намибии и южной Африки; западная часть Атлантического океана: от Девисова пролива до Бразилии; юго-западная часть Тихого океана: Новая Зеландия и Австралия; юго-восточная часть Тихого океана: вдоль побережья Чили и Перу; Индийский океан.